# Richtenberg
Richtenberg település Németországban, Mecklenburg-Elő-Pomeránia tartományban. Lakosainak száma 1365 fő (2023. december 31.).

## Népesség
A település népességének változása:
| Lakosok száma | 1295 | 1288 | 1319 | 1351 | 1365 |
|               | 2017 | 2019 | 2021 | 2022 | 2023 |